# Maïrakouma
Maïrakouma (auch: Maï Rakoumma) ist ein Dorf in der Landgemeinde Azagor in Niger.

## Geographie
Das von einem traditionellen Ortsvorsteher (chef traditionnel) geleitete Dorf befindet sich rund sechs Kilometer nördlich des Hauptorts Azagor der gleichnamigen Landgemeinde, die zum Departement Dakoro in der Region Maradi gehört. Weitere Siedlungen in der Umgebung von Maïrakouma sind Kombaki im Nordwesten und Roumbou I im Osten.
Es herrscht das Klima der Sahelzone vor, mit einer durchschnittlichen jährlichen Niederschlagsmenge zwischen 300 und 400 mm.

## Geschichte
Der Ortsname Maïrakouma kommt aus der Sprache Hausa und bedeutet „Kamel-Gebiet“. Das Dorf war von der landesweiten Ernährungskrise des Jahres 2005 betroffen.

## Bevölkerung
Bei der Volkszählung 2012 hatte Maïrakouma 233 Einwohner, die in 34 Haushalten lebten. Bei der Volkszählung 2001 betrug die Einwohnerzahl 359 in 50 Haushalten.
Die Bevölkerungsdichte in diesem Gebiet ist mit 10 bis 20 Einwohnern je Quadratkilometer relativ gering.

## Wirtschaft und Infrastruktur
Die Siedlung liegt in einem Gebiet des Übergangs zwischen der Naturweidewirtschaft des Nordens und des Ackerbaus des Südens, was zu Landnutzungskonflikten führt. Das Weidegebiet von Maïrakouma erstreckt sich über eine Fläche von 496 Hektar. Die wichtigsten hier wachsenden Futterpflanzen sind Alysicarpus ovalifolius, Cenchrus biflorus, Zornia glochidiata und Pergularia tomentosa. Die Zone wird traditionell von nomadischen Bouzou- und Tuareg-Viehzüchtern in der Trockenzeit aufgesucht. Es gibt eine Schule im Dorf.